# Archikatedra św. Michała w Toronto
Archikatedra św. Michała w Toronto (ang. St. Michael's Cathedral (Toronto)) – rzymskokatolicka katedra archidiecezji Toronto i jeden z najstarszych kościołów w mieście. Znajduje się przy 200 Church Street w dzielnicy Toronto, Garden District. Katedra została zaprojektowana przez Williama Thomasa, projektanta ośmiu kościołów w mieście, i była sfinansowana głównie przez irlandzkich imigrantów, którzy mieszkali w okolicy. Katedra ma powierzchnię 1600 metrów kwadratowych.
Wybudowana w latach 1845–1848 w stylu neogotyckim. Posiada wieżę, nawy boczne i dwie boczne kaplice.